# Sola község
Sola község (norvégul: Sola kommune) község Norvégiában, a délnyugati Rogaland megyében, Stavanger közvetlen szomszédságában, az Északi-tenger partján, Jæren hagyományos régió északi részében. Területe 69 négyzetkilométer, lakossága 20 138 (2006).

## Történelem
Nevét a Sola nevű (óészaki Sóli) birtokról kapta. A név eredete nem ismert, de lehetséges, hogy a „nap” jelentésű skandináv sól szóból ered.
Sola község 1930-ban jött létre, amikor a régi Håland községet Sola és Madla községekre bontották szét.
A címer nem régi, 1982-es eredetű és két hullámot ábrázol.
Sola területén zajlott a norvég történelem sorsdöntő ütközete, a hafrsfjordi csata.

## Közlekedés
Solában helyezkedik el Stavangeri repülőtér.

## Sport
Homokos partjai, szeles időjárása népszerűvé tette a windszörfözők között. Mintegy 5 kilométernyi homokos tengerpartja van.

### Külső hivatkozások
- Hivatalos honlap (norvég)

1. ↑  43
2. ↑  07459: Alders- og kjønnsfordeling i kommuner, fylker og hele landets befolkning (K) 1986 - 2023. Statistics Norway, 2023. február 21.
3. ↑  Norvég Térképészeti Hivatal: Arealstatistikk for Norge 2020 (norvég (bokmål) nyelven). Area statistics for Norway 2020 . Norvég Térképészeti Hivatal, 2019. december 20.